# Angst (Branner)
 For alternative betydninger, se Angst (flertydig). (Se også artikler, som begynder med Angst)
Angst af H.C. Branner er en novelle der originalt blev udgivet illegalt i 1945, men senere blev udgivet rigtigt i 1947, der stammer fra bogen Ingen kender natten 1955. Novellen tager udgangspunkt i en masse psykologiske træk og handler til dels om angst, tvivl og mod. Historien er skrevet omkring besættelsestiden og handler om nazisternes magt og om, hvorfor den skal bekæmpes.
| Sprog og litteratur | Spire Denne artikel om litteratur er en spire som bør udbygges. Du er velkommen til at hjælpe Wikipedia ved at udvide den. |